# Джованні Кесслер
Джованні Кесслер (італ. Giovanni Kessler; нар. 11 червня 1956, Тренто) — італійський юрист, прокурор, від лютого 2011 р. генеральний директор Європейського управління боротьби з шахрайством (ОЛАФ).
Син Бруно Кесслера.

## Життєпис
Закінчив Болонський університет.
У 2006–2008 рр. обіймав посаду італійського верховного комісара з боротьби проти контрафактної продукції.
У 2014–2015 рр. — член Конкурсної комісії, до повноважень якої входить висунення кандидатур на посаду директора Національного антикорупційного бюро України. Призначений за квотою ВРУ.
З вересня 2017 року — член Міжнародної антикорупційної консультаційної ради (МАКР), яка діє під егідою Антикорупційної ініціативи Європейського Союзу в Україні.